# コリナ・イシムツェワ
コリナ・イシムツェワ（Korinna Ichimtseva、女性、1984年2月8日 - ）は、カザフスタンの元バレーボール選手。元カザフスタン代表。

## 来歴
2005年よりカザフスタン代表のセッターとして活躍し、同年9月に太倉で開催されたアジア選手権にて銀メダルを獲得した。2006年には日本で開催された世界選手権に出場した。
2008年5月の北京五輪世界最終予選でカザフスタン初の五輪出場権を獲得し、同年8月の北京オリンピックに出場した。
2010年11月の世界選手権では正セッターとしてチームを牽引した。アジア競技大会では銅メダルを獲得した。2011年より代表チームの主将を務めている。2012年に地元で行われたアジアカップで銅メダルを獲得した。

## 球歴
- オリンピック - 2008年（9位）
- 世界選手権 - 2006年（17位）、2010年（21位）、2014年（15位）
- アジア選手権 - 2005年（2位）、2007年（5位）、2009年（5位）、2011年（9位）、2013年（5位）、2015年（5位）
- ワールドグランプリ - 2007年（10位）、2008年（12位）、2011年（15位）、2013年（17位）

## 所属クラブ
- Rakhat（2002-2008年）
- Samorodok Khabarovsk（2008-2009年）
- VC Zhetyssu（2009-2017年）
- Altay VC（2017-2018年）
- VC Zhetyssu（2018-2019年）